# Sulitjelma

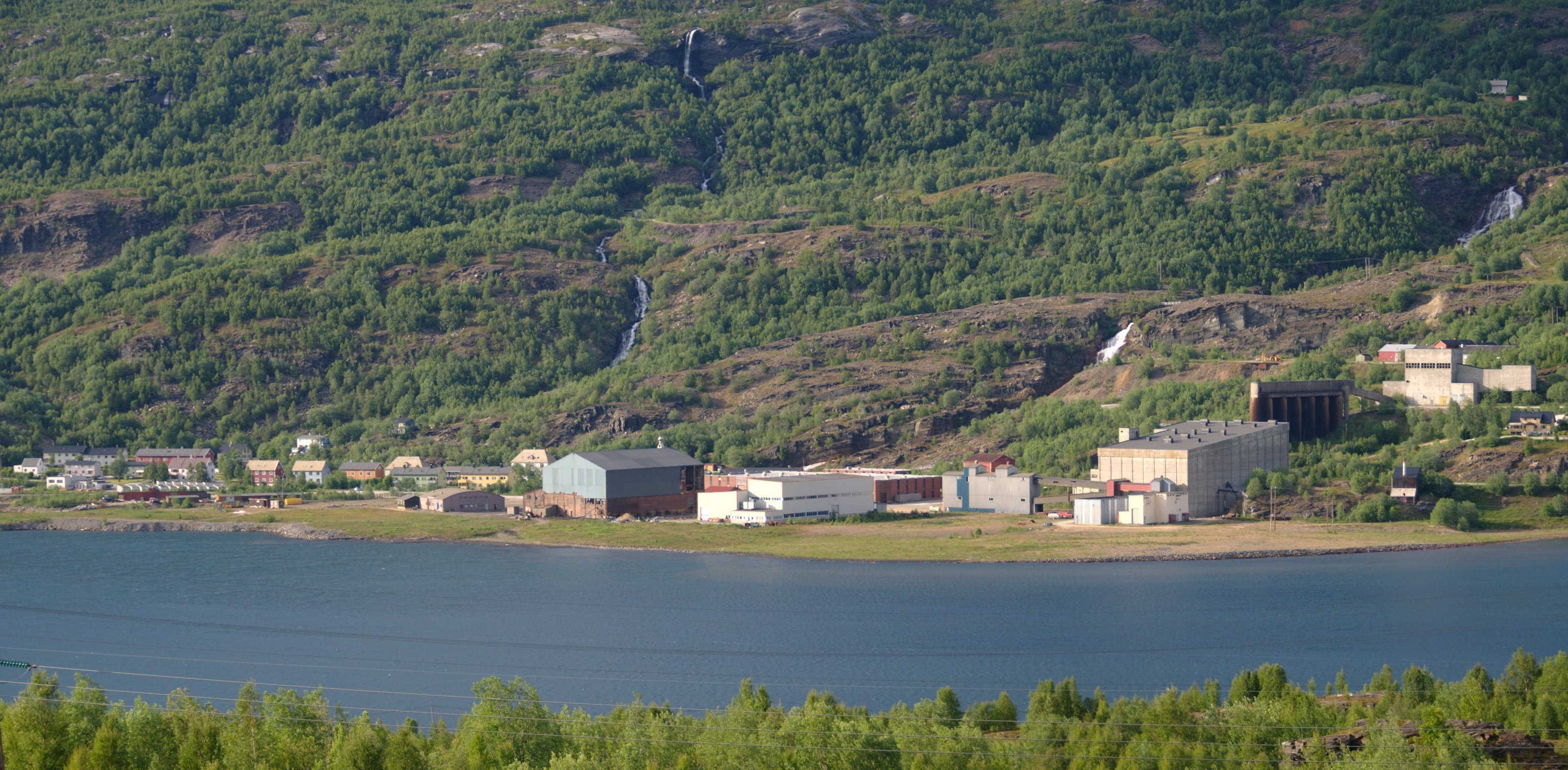
Sulitjelma

Sulitjelma (lulesamisch: Sulisjielmmá, historisch Sulečielbma, im Volksmund oft Sulis) ist ein Tettsted in der Kommune Fauske im norwegischen Fylke Nordland mit 489 Einwohnern (Stand: 1. Januar 2024).
Die ehemalige Bergarbeitersiedlung liegt zwischen Fauske im Westen und dem schwedischen Sulitelma-Fjäll im Osten. Vor der Schließung der hier ansässigen Grubenbetriebe 1991 wurden Schwefelkies und Kupfer abgebaut. Die Abfuhr der Bergbauerzeugnisse erfolgte mit der Sulitjelmabane.
Östlich vom Ort Sulitjelma liegt das Sulitjelma-Massiv mit dem Suliskongen (1908 m) als höchstem Gipfel. 
Der Ort Sulitjelma ist auch ein Ausgangspunkt des Nordkalottleden, ein Fernwanderweg der über die knapp 1000 m hochgelegene Wasserscheide in den Padjelanta-Nationalpark nach Schweden führt.
Der Name Sulitjelma hat pitesamischen Ursprung; die Bedeutung ist jedoch unklar.

## Persönlichkeiten
- Trygve Edin (1911–1948), Skispringer
- Geir Lundestad (1945–2023), Historiker